# Arnau de Mont-rodon

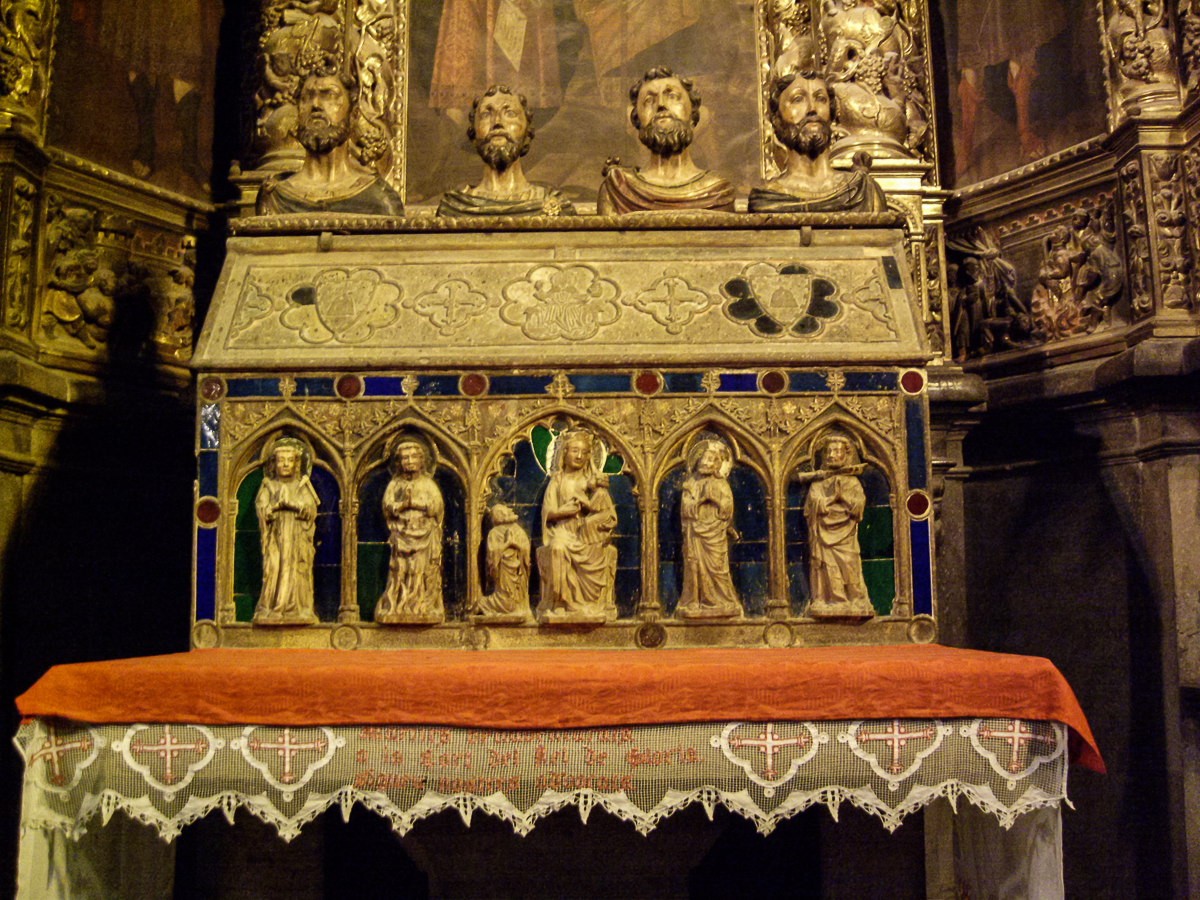
Die Kapelle der Heiligen Märtyrer in der Kathedrale von Girona, in der seitlich die beiden „Mont-rodon-Bischöfe“ (hier nicht abgebildet) beigesetzt sind.

Arnau de Mont-rodon (* um 1285 in Taradell; † 21. November 1348 in Girona) war von 1335 bis 1348 Bischof von Girona, Jurist und ein Bibliophiler. Er war Neffe zweiten Grades von Guillem de Mont-rodon (1165–1225), Meister des Templerordens und Erzieher Jakobs I. von Aragon.

## Leben und Werk
Arnau de Mont-rodon gehörte der in Vic ansässigen Adelsfamilie Mont-rodon an. Er war von 1297 bis 1335 Kanoniker der Kathedrale von Girona, als er 1335 dort zum Bischof gewählt wurde.
Ab 1312 wurde er vom Kapitel von Girona beauftragt, sich um die Arbeiten der Kathedrale von Girona zu kümmern. Er erhielt auch den Auftrag, den Grafen Pere von Empuries daran zu hindern, in Castelló d’Empúries ein eigenes Bistum zu errichten. Als Bischof setzte er die Arbeiten an der Kathedrale fort und förderte die Liturgie und den Gottesdienst. Er führte das Fest Karls des Großen und der vier Märtyrer von Girona Germà, Paulí, Just und Sisi ein.
Als großer Bibliophiler lieh er sich Bücher aus dem Kanonikat von Vic aus, um sie zu kopieren. 1345 bat ihn Peter von Aragon, alte Chroniken aus seinem Besitz zu kopieren. Er hinterließ in seinem Anwesen Mont-rodon eine bedeutende Bibliothek juristischer Bücher.
Arnau de Mont-rodon ist in einem prächtigen Marmorgrab in der von ihm errichteten Kapelle der heiligen Märtyrer von Girona in der dortigen Kathedrale beigesetzt. In der gleichen Kapelle wurde sein Neffe, Bischof Bertran de Mont-rodon 1384 beigesetzt.